# 국도 제15호선 (인도)
국도 제15호선(National Highway 15, NH 15)은 아삼주의 바이하타와 아루나찰프라데시주의 와크로까지 이어주는 총 연장 664km의 구간을 이어주는 인도의 일반 국도이다. 참고로 옛 NH 15번을 부여한 국도는 현재 국도 제7호선, 국도 제68호선, 국도 제27호선, 국도 제54호선, 국도 제62호선 등이 있다.